# Тютюн
Вижте пояснителната страница за други значения на Тютюн.
Тютюнът (от османски турски: توتون‎) е продукт, получен чрез сушене на листата на някои растения от род Тютюн (Nicotiana), най-вече на често култивираните видове N. tabacum и N. rustica. Той се използва главно за пушене на цигари и пури, по-рядко с лули или наргилета. Тютюнът също се използва като енфие, снус или за дъвчене.
Тютюнът съдържа силно пристрастяващия алкалоиден стимулант никотин, както и харманови алкалоиди. Употребата на тютюн е рисков фактор за множество смъртоносни заболявания, особено засягащи сърцето, черния дроб и белите дробове, както различни ракови заболявания. Световната здравна организация определя тютюна като най-значимата предотвратима причина за смърт в световен мащаб, причиняваща смъртта на 5,4 милиона души годишно. Пристрастяването към никотина при употребата на тютюн води до създаването на зависимост.
Тютюнът е техническа култура, чието отглеждане наподобява на много други селскостопански растения. Семената се засяват в парници или лехи, където растението пониква и се развива. След това разсадът се посява. Тютюнът е едногодишно растение, което дава реколта през лятото. Листата могат да бъдат събрани механично или на ръка. След прибиране на реколтата тютюнът се ниже и съхранява на сухо и проветриво място. Изсушаването на листата дава възможност за бавно окисление и разграждане на каротеноидите, придавайки на продукта свойства, които от пушачите се определят като „гладкост на дима“. След изсушаване тютюнът се обработва в различните му форми, предназначени за консумация, които включват пушене, дъвчене, смъркане. Повечето цигари съдържат сушен тютюн, който произвежда по-мек при вдишване дим.
Тютюнът отдавна е познат на местното население в Северна и Южна Америка и е употребяван като ентеоген. След пристигането на европейците в Северна Америка обаче тютюнът бързо се популяризира като форма за пушене и добива характер на ценна техническа култура, даваща поминък на населението в цели региони по света. Към началото на XXI век около 1,1 милиарда души, което се равнява на 1/3 от възрастното население, употребява тютюн в някаква форма. Нивото на консумиращите го остава на постоянно ниво или спада в развитите страни, но продължава да се увеличава в развиващите се страни.

## История
Тютюнът произхожда от Америка, като има археологически данни за отглеждането му в Мексико още в средата на II хилядолетие пр. Хр. По-късно и до наши дни то се практикува от много индиански народи. При някои от тях пушенето има освен социална и церемониална функция, например при сключването на мирни или търговски споразумения. Някои общности разглеждат тютюна като дар от Създателя, а димът на церемониално пушения тютюн като пренасящ мислите и молитвите на пушещия към него. В миналото индианците в Североизтока често носят кесии с тютюн, който служи като широко използвано обменно средство.
След пристигането на европейците в Америка тютюнът бързо става популярен сред тях. Хронистът Ернандес де Бонкало пръв пренася тютюневи семена в Стария свят през 1559 година по заповед на испанския крал Филип II. Те са посадени край Толедо в местност, наречена Сигаралес, заради честите нашествия на цикади (cigarras на испански), откъдето след това идва името на цигарите. Научното име на тютюна, Nicotiana, му е дадено в чест на Жан Нико (Jean Nicot), френски дипломат, популяризирал тютюна в Париж след завръщането си от мисия в Лисабон през 1561 година.
Преди селектирането на по-леките сортове, като „Вирджиния“ и „Уайт Бърли“, димът на тютюна е твърде остър, за да бъде вдишван. Пуши се в малки дози с малки лули или със създадени с тази цел водни лули като наргилето. Тютюнът става толкова популярен, че английската колония в Джеймстаун започва да го използва като парично средство, а след това да го изнася, като според някои изследователи именно тази дейност спасява ранната колония Вирджиния от унищожение.
В България тютюн се отглежда от 1717 г.
В употребата на тютюневи изделия има известна динамика във времето – първоначално се използва като средство за дъвчене и смъркане, по-късно за пушене с лула и наргиле, а последно – за пушене под формата на папируси и пури. Използването на тютюн води до привикване. Това, заедно с негативните страни от тютюнопушенето, е причина за масирана борба в целия свят с този навик, която датира от 50-те години на XX век.

## Видове тютюн
Основният вид тютюн, който се употребява с комерсиална цел, е Nicotiana tabacum. Той, както и повечето растения от таксономичния род, произлизат от тропическа Америка. Растението обаче толкова дълго време е подложено на култивиране, че днес не са известни естествени растения от него в дивата природа. Другият вид, Nicotiana rustica, е известен с бързо горящите листа. Първоначално е култивиран във Вирджиния, откъдето произлиза и наименованието на типа тютюн. Днес той е широко отглеждан на Балканите, Русия, Турция и Индия.
- Ориенталски тютюн – той е дребнолистен. Използва се предимно за производство на цигари.
- Полуориенталски – по-едър е от ориенталския. Използва се за производство на цигари. Произвежда се в България, Турция, Сърбия, Македония, Близкия изток.
- Вирджиния флю кюрд – едролистен. Използва се за цигари. Произвежда се предимно в САЩ и Зимбабве
- Бърлей – за цигари и тютюн за лула.
- Мериланд – произвежда се в САЩ.
- Махорка – едролистни тютюни от вида Nicotiana rustica. Съдържат много никотин. От тях се правят продукти за смъркане.
- Пурени тютюни – те са едри. Имат нежни и еластични листа. Има три основни вида, според предназначението им: за пълнеж на пурите (Филер), за обвивка на пурите (Байндър) и за покривка на пурите (Рапърс). Най-скъп е последният вид. Такива тютюни се произвеждат в Куба, Индонезия, Филипините.
- Тъмно слънчево сушени
- Светли слънчево сушени – едролистни са и съдържат много никотин. От тях се правят цигари.
- Огнево сушени – това са тютюни за смъркане, дъвчене и тютюн за лула.

## Отглеждане на тютюн
Отглеждането на тютюн е подобно на други селскостопански продукти. Семената и се засяват в разсадници за предотвратяване на атаки от насекоми, и след това пресаждат в полето. Тютюнът има годишна реколта, която обикновено се събира механично или на ръка. След прибиране на реколтата, тютюнът се съхранява за сушене, чрез окачване или на купчини. Сушенето дава възможност за бавно окисляване и разпадането на каротеноидите. Това дава възможност на земеделския продукт да придобие свойствата, които обикновено са присъщи за получаване на „гладкост“ на дима. След това тютюнът се пакетира за различните форми на потребление, които включват пушене, дъвчене, смъркане и така нататък. Повечето цигари съдържат тръбно сушен тютюн, който произвежда по-мек, по-лесен за вдишване дим. Използването на тръбно сушен тютюн с ниско рН, който може да бъде вдишван, е една от основните причини тютюнопушенето да причинява рак на белия дроб, както и други заболявания, свързани с вдишването на дим.
В света ежегодно се засяват около 50 млн. дка с тютюн, от които 88% са в Азия (предимно Китай, Индия, Пакистан, Япония, Турция). Преобладава производството на светли тютюни от типовете Виржиния, Бърлей, ориенталски и полуориенталски.

## Биологични особености на тютюна

### Морфологична характеристика
- Коренова система – Тютюнът има главен корен когато се развива от семе, а при използване на разсад се формират най-вече странични разклонения – най-долните изпълняват ролята на главен корен и се развиват вертикално, а най-горните най-напред се развиват радиално и на 30 – 60 см от оста на растението също проникват вертикално. Максималното проникване зависи от почвения тип. В България най-често то е до 1 – 1,5 м. Коренът е частта, в която фактически се изграждат алкалоидите (вкл. никотинът).
- Стъбло – То има различна височина в зависимост от сортотипа (1 – 2 м), като най-високи са растенията от сортовете Виржиния и Бърлей. В пазвите на листата образува адвентивни пъпки, които позволяват при нараняване, покосяване, кършене стъблото да се разклонява. Това позволява в условията на някои климатични зони да се получи и втора реколта от тютюн.
- Лист – Те са разположени последователно, приседнали или с къси дръжки. При „седящите“ листа се образуват удължавания на петурата, които или обхващат стъблото под формата на полумесец (наричани „уши“) или се спущат надолу по стъблото (наричани „гащи“). Формата на петурата е доста разнообразна – в зависимост от сортотипа бива сърцевидна, яйцевидна, ланцетна, елипсовидна и т.н. Едрината на петурата различава съществено дребнолистните (ориенталските) от едролистните (американските) тютюни. Съотношението дължина:ширина на петурата обикновено е 2:1. Броят на листата също варира в широки граници в зависимост от сортотипа – от 10 – 15 до 80 – 100. Те са зелени на цвят, а след изсушаване добиват, според сототипа и начина на изсушаване, жълт, кафяв или черен цвят с нюанси – жълто-зелен, жълточервен до светлочервен и пр. Особеност на листа е, че под епидермиса са разположени голям брой жлезисти власинки, които отделят лепкава течност и зацапват ръцете при беритба.
- Съцветие – Разположено е на върха на стъблото, има 5 – 10 основни разклонения и е известно под наименованието „китка“. В зависимост от формата си е топчесто (сбито) и разпръснато (рехаво). В зависимост от сортотипа броят на цветовете в едно съцветие е от 25 до 100. Цветът е от вида 5/5/5/1, т.е. по пет чашелистчета, венчелистчета и тичинки и един плодник. Венчето е бяло, розово или червено; в основата му се намират нектарници, които отделят етерично масло с приятен аромат. Опрашването е собствено и чуждо.
- Плод – Той е кутийка с различна форма и големина. При узряване добива кафяв цвят и се разпуква. В един плод се съдържат около 3000 – 5000 семена. Те са много дребни, с овална форма, кафяв цвят и са грапави. Едно съцветие формира около 100 хил. семена, а в 1 грам се съдържат 9 – 15 хил. семена. Семената са високомаслени и не съдържат никотин.

### Биологични изисквания
- Изисквания към светлината. Тютюнът е светлолюбиво растение, което се развива успешно при сравнително по-къс ден. Силното слънчево греене и продължителното засушаване способстват за ксерофитен характер на ориенталския тип, което е неблагоприятно.
- Изисквания към топлината. Отнася се към топлолюбивите растения, с биологичен минимум 10 – 12 °С. Биологичният оптимум е 25 – 28 °С, а биологичният максимум – 35 °С. Растенията загиват при -1, -2 °С. Средната температурна сума за тютюните в България след разсаждането му е 2000 – 2800 °С, която се набавя за около 120 – 130 дни.
- Изисквания към влагата. Ориенталските тютюни са до голяма степен ксерофитни, но имат завишени изисквания по време на цъфтежа. Американските тютюни са влаголюбиви, поради което в България се отглеждат най-често при поливни условия.
- Изисквания към почвата и терена. Почвата играе важна роля за качеството на ориенталските тютюни – те изискват леки и пропускливи почви, развити върху варовик. Благоприятната роля на варовика върху качеството се дължи на подходящите водно-физични свойства на почвата, а не на съдържанието на калций. Ето защо, типични „тютюневи“ се наричат почвите по „яките“ на Родопите. Американските тютюни изискват богати почви, които да формират по-големия добив.

### Систематика и класификация
Тютюнът принадлежи към сем. Solanaceae (Картофови), род Nicotiana.
Обикновеният тютюн Nicotiana tabacum е получен от естествената хибридизация между видовете Nicotiana tomentosoformis и Nicotiana silvestris. Той е основният тютюн в света. Поради сложния си хибриден произход обикновеният тютюн се характеризира с голямо разнообразие на форми.
Според ботаническата класификация на Данерт всички форми се отнасят към 10 разновидности: lingua, macrophyla, alipes, serotina, attenuata, sagitata, pallesscens, undulata, tabacum, havanensis.
За практически нужди се използват различни технически класификации:
- В зависимост от характера на продукцията тютюните се делят на 4 групи: (1) тъмнолистни сортове – за лули, пури, за дъвчене и смъркане; и три групи за папироси (2) американски тютюни: (3) полуориенталски тютюни; (4) ориенталски тютюни.
- В зависимост от начина на сушене се делят на 4 групи: (1) сушени на слънце (sun-curing); (2) сушени на въздух (air-curing); (3) сушени на огън (fire-curing) и (4) сушени огнево-тръбно (flue-curing).
- Според едрината на листата тютюните се делят на две групи: (1) едролистни – с дължина на петурите от средния пояс на растението над 30 см; (2) дребнолистни – с дължина на петурите под 30 см.
- Според цвета на изсушените листа тютюните се делят на две групи: (1) светли – сушените на слънце и огнево-тръбно и (2) тъмни – сушените с въздух и на пряк огън.

В България е възприета друга класификация с практическа насоченост за райониране. Според нея тютюните се разпределят в две основни групи:
- Ориенталски тютюн (ssp. orientalis), който според едрината на листата се дели на два типа:
  - дребнолистен (басма) – сортотип „басма“, изискващ умерени температури и умерени валежи;
  - среднолистен (башибали) – сортотипове „енидже“, „подобрен кабакулак“ и „голодържец“, изискващи умерени температури и умерени валежи.
- Американски тютюн (ssp. americanis), който според екологичните условия на формиране и отглеждане се дели на два типа:
  - тропически – няма условия за отглеждане в България, изискващ високи температури и обилни валежи;
  - на умерения пояс – в България следва да се отглежда при поливни условия, изискващ умерени температури и обилни валежи.

## Качество на тютюневите листа
Тютюнът е сложен по химически състав продукт, при който вкусово-пушателните качества зависят в голяма степен от противоречиво съчетание на отделните вещества.
Шмук дава следната класификация на отделните химически съставки:
- Група А – вещества, влияещи благоприятно върху качеството: никотин, етерични масла, смолист спирт, някои смоли, разтворими въглехидрати и парафин;
- Група Б – вещества, влияещи негативно върху качеството: азотни вещества (без никотин), белтъчини, амоняк, свободни основи и органични киселини, метилов алкохол, общото количество на пепелта.

Съдържанието на общ азот е 1,77 – 2,60 %, като варира от 1,19 до 3,66 %. Азотните вещества са две групи: разтворими (алкалоиди, аминокиселини, амиди, амини, амоняк, нуклеинови киселини) и неразтворими (белтъчини). От първата група с голямо положително значение са алкалоидите, особено никотинът, а втората група има отрицателно значение за качеството.
Белтъчините варират от 5 до 6,5 % и се счита, че съдържание по-високо от 6 % е недопустимо. Азотното торене увеличава съдържанието на азотни вещества, както на необходими, така и на нежеланите. С цел съхраняване на относително добро качество обаче се препоръчва торенето с азот да става с умерени норми.
Съдържанието на никотин се движи в широки граници – от 0,5 до 14 %, а в тютюните, произвеждани в България – от 0,4 до 1,5 %. Това е най-доброто съдържание за производство на папироси. Освен никотин, тютюневите листа съдържат и други алкалоиди – норникотин, анабазин, миозинин, оксикотин и др. Особено място заема норникотинът, който се счита за 10-кратно по-малко вреден от никотина, макар да задоволява по подобен начин пушателните нужди.
Въглехидратите в тютюневия лист се движат също в широки граници – в нашите тютюни от 25 до 45 %. Те в много голяма степен определят вкусово-пушателните качества на продукта. Положително значение имат монозахаридите (пентози и хексози), докато полизахаридите (скорбяла, целулоза, хемицелулоза) са неразтворими и влияят негативно върху качеството.

## Болести и неприятели по тютюна
- Тютюнев трипс (Thrips tabaci). Това е дребно насекомо от род Thrips, което освен по тютюневите растения паразитира и при редица зеленчукови култури и декоративни цветя. Вредят възрастното насекомо и ларвите, които се хранят като смучат сок от растенията. Най-често се концентрират около нерватурата на листа. В резултат на механичната повреда на листа тъканта побелява и загива. Тази повреда е известна с названието „бяла жила по тютюна“. При висока плътност трипса уврежда всички листа и резултата е понижаване на технологичните им качества. Стават трошливи и са с намалено съдържание на никотин и етерични масла. Тютюневия трипс нанася и косвени щети свързани с вероятността от пренасяне на вируса на пръстеновидната некроза (доматена бронзовост).[13]
- Пръстеновидна некроза (доматена бронзовост) по тютюна. Това е заболяване, което има голямо икономическо значение при отглеждането на тютюна. Симптомите на болестта варират значително и зависят от типа тютюн, развитието на растенията, микроклимата и други фактори. Местната реакция се характеризира с поява на некротични пръстени, петна, чертички, дъгички и други прошарвания по долните листа на растението. Системната реакция се проявява по връхните листа, които са в период на растеж. Тяхната повърхност се покрива с некротични пръстенчета и други прошарвания като в резултат се забавя развитието им и се явява характерно нагърчване. Понякога заболяват само листата, разположени от едната страна на растенията до върха. Тогава самият връх се изкривява на една страна.[14]
- Сечене на разсада и кореново гниене. Това е болест по младите растения, когато се отглеждат като разсад. Причиннява се от около четиридесет вида почвени гъби. В България това са най-често видовете Pythium debaryanum и Rhizoctonia solani. Заболяването се проявява в четири форми според степента на израстване на тютюна. При първата се нападат младите кълнове. Повредата започва с появата на черваникавокафяво петно по кълна, което води до загиването му. Втората е типичната форма. Развива се след като младото растение се покаже над почвената повърхност. В основата на младото стъбло се появява мокро петно, което скоро обхваща стъблото подобно на пръстен. Засегнатата част добива кафяв цвят, изтънява и стъблото се прищипва. Скоро след това пада като посечено. Тази проява е причина за това заболяването да се нарича сечене. В третата форма са петна при по-изостанал и по-блед разсад. Стъблата изгниват, но поради способността на тютюневите растения да се запазват свежи при висока атмосферна влажност, те завяхват значително по-късно. Четвъртата форма е характерна за израсналия вече разсад, когато вътрешната част на стъблата е станала по-твърда или вдървесинена и гъбата може да разруши само външния слой от нежни клетки[15].
- Див огън. Една от най-опасните бактерийни болести по тютюна. Причинява се от Pseudomonas syringae pv. tabaci. Характерна е за всички фази от развитието на тютюна. Най-характерният признак на болестта е появата по листата на кръгли, жълто-зелени петна. Впоследствие в центъра им се образува некротична точица, която нараства и изпълва петното, като се огражда с хлоротичен ореол, рязко разграничаващ се от здравата тъкан. При благоприятни за развитие условия болестта се разпростира чак до връхните листа и дори по семенните кутийки. При силно нападение на долните листа по върховете на младите растения често се наблюдават деформации и хлороза[16].
- Краставична мозайка
- Челнилка
- Сипаница
- Мана
- Кафяви листни петна (алтернариоза)
- Тютюнева бълха и листни въшки. Освен по тютюна тютюневата бълха Epitrix hirtipenis е вредител и по зеленчукови култури и плевелна растителност. Първоначално бръмбарите се хранят с плевелната растителност, а по-късно се прехвърлят към тютюневия разсад. Ларвите повреждат разсада, като правят нагризвания по кореновата система и стъблото. След разсаждането повредения разсад загива. Бръмбарите от новото поколение вредят по тютюна на полето като нагризват листата на растенията под формата на малки отвори. Повредените растения силно изостават в развитието си, а повредените листа са с ниско качество. Тютюневата бълха бързо се приспособява към условията на средата и бързо развива устойчивост към използваните инсектициди. Бръмбарите са преносители на вирусни болести, което допълнително увеличава тяхната вредоносност. Най-опасна при тютюна е прасковената листна въшка Myzus persicae. Тя е мигриращ вид с основен гостоприемник прасковата и междинни – тютюна, картофите, доматите, пипера, краставиците. Освен че нападат листата на тютюна, въшките смучат растителен сок и отделят „медена роса“. Преносители са и на вирусни болести като краставично мозаечния вирус (CMV) и на сипаницата – картофения ипсилон вирус (PVY).

## Въздействие
Алкалоидът никотин, който се натрупва в листата води до пристрастяване. Това е един от най-известните отрицателни ефекти от употребата на тютюн от хората. Вредните ефекти от консумацията на тютюн обаче могат да бъдат дело и на хиляди различни химикали в дима, като полициклични ароматни въглеводороди (като бензопирен), формалдехид, кадмий, никел, арсен, тютюн-специфични нитрозамини (TSNAs), феноли, както и много други. Тютюнът съдържа също и бета-карболинови алкалоиди, които потискат моноаминооксидазата.